# ریوهی اوچیدا
ریوهی اوچیدا ژاپنی: 内田良平, Uchida Ryōhei؛ ۵ فوریه ۱۹۲۴–۱۵ ژوئن ۱۹۸۴) یک هنرپیشه و شاعر اهل ژاپن بود.
از فیلم‌ها یا مجموعه‌های تلویزیونی که وی در آن‌ها نقش داشته‌است می‌توان به مشاهیر بزرگ جهان (راوی داستان)، راهزنان در مقابل جوخه سامورایی‌ها، جنگجویان کوهستان، وضع بشر، ۱۳ آدمکش، اونیماسا، میتو کومون، ۱۳ آدم‌کش (فیلم ۱۹۶۳) (鬼頭半兵衛 در نقش هانبی کیتائو) و شین سن گومی اشاره نمود.